# Смит, Алан (футболист, 1962)
А́лан Ма́ртин Смит (англ. Alan Martin Smith; род. 21 ноября 1962, Бромсгров, Англия) — английский футболист, выступавший на позиции нападающего, впоследствии — спортивный комментатор. Выступал за английские клубы «Лестер Сити» и «Арсенал», дважды становился лучшим бомбардиром Первого дивизиона. Сыграл тринадцать матчей за сборную Англии.
После завершения футбольной карьеры работал спортивным комментатором.

## Футбольная карьера

### «Лестер Cити»
Алан Мартин Смит начал свою карьеру в небольшом клубе «Алвчерч» из Вустершира. В июне 1982 года он подписал профессиональный контракт с «Лестер Сити», который на тот момент выступал во Втором дивизионе. В первом сезоне за клуб он забил 13 голов, играя в паре с Гари Линекером. По окончании сезона «лисы» выиграл путёвку в Первый дивизион. В общей сложности Смит провёл в «Лестере» пять сезонов, забив 84 мяча в 217 матчах. Перешёл в лондонский «Арсенал» в 1987 году.

### «Aрсенал»
За время пребывания Смита с «канонирами» команда выиграла все наиболее важные внутренние трофеи (два чемпионата, Кубок Англии и Кубок Футбольной лиги), а также Кубок обладателей кубков УЕФА. Смит является автором первого гола в матче против «Ливерпуля» на «Энфилде» в мае 1989 года — победа в этом матче со счётом 2:0 принесла «Арсеналу» чемпионство. Кроме того, он забил единственный гол в победном финале Кубка кубков 1993/94 против «Пармы». Смит становился лучшим бомбардиром «Арсенала» в течение четырёх сезонов подряд. В сезоне 1988/89 он забил 23 мяча в чемпионате, став его лучшим бомбардиром.
Смит получил лишь одну жёлтую карточку на протяжении всей своей карьеры. Он ушёл из профессионального футбола в июле 1995 года. Несколько клубов, в том числе «Уотфорд», выразили заинтересованность в подписании Смита накануне объявления им об уходе из игры.
За восемь сезонах на «Хайбери» Смит забил в общей сложности 115 голов, в среднем более 14 голов за сезон. Он забил первый гол в чемпионате за клуб 29 августа 1987 года, когда оформил хет-трик в ворота «Портсмута». Последним голом стал мяч, забитый 12 декабря 1994 года в матче против «Манчестер Сити» на «Мейн Роуд». Помимо победного гола в финале Кубка кубков 1994, Смит известен также хет-триком, сделанным против «Манчестер Юнайтед» в матче Первого дивизиона 6 мая 1991 года.

## Карьера комментатора
После завершения карьеры футболиста стал работать спортивным комментатором, а также экспертом на канале Sky Sports. В 2011 году он комментировал финал Лиги чемпионов УЕФА вместе с Мартином Тайлером. 30 июня 2011 года EA Sports объявила, что Смит заменит Энди Грея в качестве партнера Мартина Тайлера по комментированию в игре FIFA 12. Это партнерство продолжилось и во всех остальных играх серии вплоть до FIFA 17.

## Личная жизнь
Смит женат на возлюбленной своего детства, Пенни. У них две дочери: Джесси и Эмили.

## Достижения

### Клубные
«Арсенал»
- Чемпион Первого дивизиона (2): 1988/89, 1990/91
- Обладатель Кубка Англии: 1992/93
- Обладатель Кубка Футбольной лиги: 1992/93
- Обладатель Кубка обладателей кубков УЕФА: 1993/94
- Обладатель Суперкубка Англии: 1991

### Личные
- Лучший бомбардир Первого дивизиона (2): 1989, 1991
- Член команды года Первого дивизиона по версии ПФА: 1989

## Статистика выступлений
| Клуб             | Сезон            | Лига | Лига | Кубки | Кубки | Еврокубки | Еврокубки | Прочие | Прочие | Итого | Итого |
| Клуб             | Сезон            | Игры | Голы | Игры  | Голы  | Игры      | Голы      | Игры   | Голы   | Игры  | Голы  |
| ---------------- | ---------------- | ---- | ---- | ----- | ----- | --------- | --------- | ------ | ------ | ----- | ----- |
| Лестер Сити      | 1982/83          | 39   | 13   | 2     | 1     | -         | -         | 0      | 0      | 41    | 14    |
| Лестер Сити      | 1983/84          | 40   | 15   | 3     | 1     | 0         | 0         | 0      | 0      | 43    | 16    |
| Лестер Сити      | 1984/85          | 39   | 12   | 6     | 3     | 0         | 0         | 0      | 0      | 45    | 15    |
| Лестер Сити      | 1985/86          | 40   | 19   | 2     | 0     | 0         | 0         | 0      | 0      | 42    | 19    |
| Лестер Сити      | 1986/97          | 42   | 17   | 4     | 3     | 0         | 0         | 0      | 0      | 46    | 20    |
| Лестер Сити      | Итого            | 200  | 76   | 17    | 8     | 0         | 0         | 0      | 0      | 217   | 84    |
| Арсенал          | 1987/88          | 39   | 11   | 11    | 5     | 0         | 0         | 0      | 0      | 50    | 16    |
| Арсенал          | 1988/89          | 36   | 23   | 7     | 2     | 0         | 0         | 0      | 0      | 43    | 25    |
| Арсенал          | 1989/90          | 38   | 10   | 6     | 3     | 0         | 0         | 1      | 0      | 45    | 13    |
| Арсенал          | 1990/91          | 37   | 22   | 12    | 5     | 0         | 0         | 0      | 0      | 49    | 27    |
| Арсенал          | 1991/92          | 39   | 12   | 3     | 1     | 4         | 4         | 1      | 0      | 47    | 17    |
| Арсенал          | 1992/93          | 31   | 3    | 14    | 3     | 0         | 0         | 0      | 0      | 45    | 6     |
| Арсенал          | 1993/94          | 25   | 3    | 7     | 2     | 9         | 2         | 0      | 0      | 41    | 7     |
| Арсенал          | 1994/95          | 19   | 2    | 4     | 1     | 4         | 1         | 0      | 0      | 27    | 4     |
| Арсенал          | Итого            | 264  | 86   | 64    | 22    | 17        | 7         | 2      | 0      | 347   | 115   |
| Всего за карьеру | Всего за карьеру | 464  | 162  | 81    | 30    | 17        | 7         | 2      | 0      | 564   | 199   |